# 主の顕栄祭

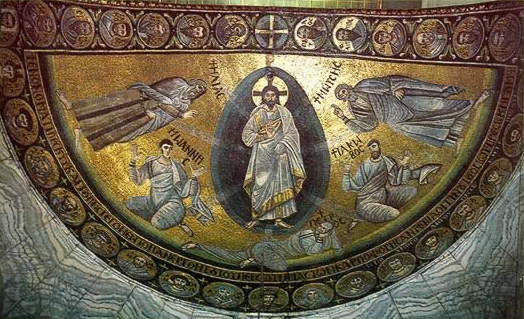
シナイ半島にある正教会の修道院：聖カタリナ修道院にある、主の顕栄祭のモザイクイコン。光り輝くイイスス・ハリストス（イエス・キリスト）のほか、二人の預言者、三人の弟子達が描かれている。

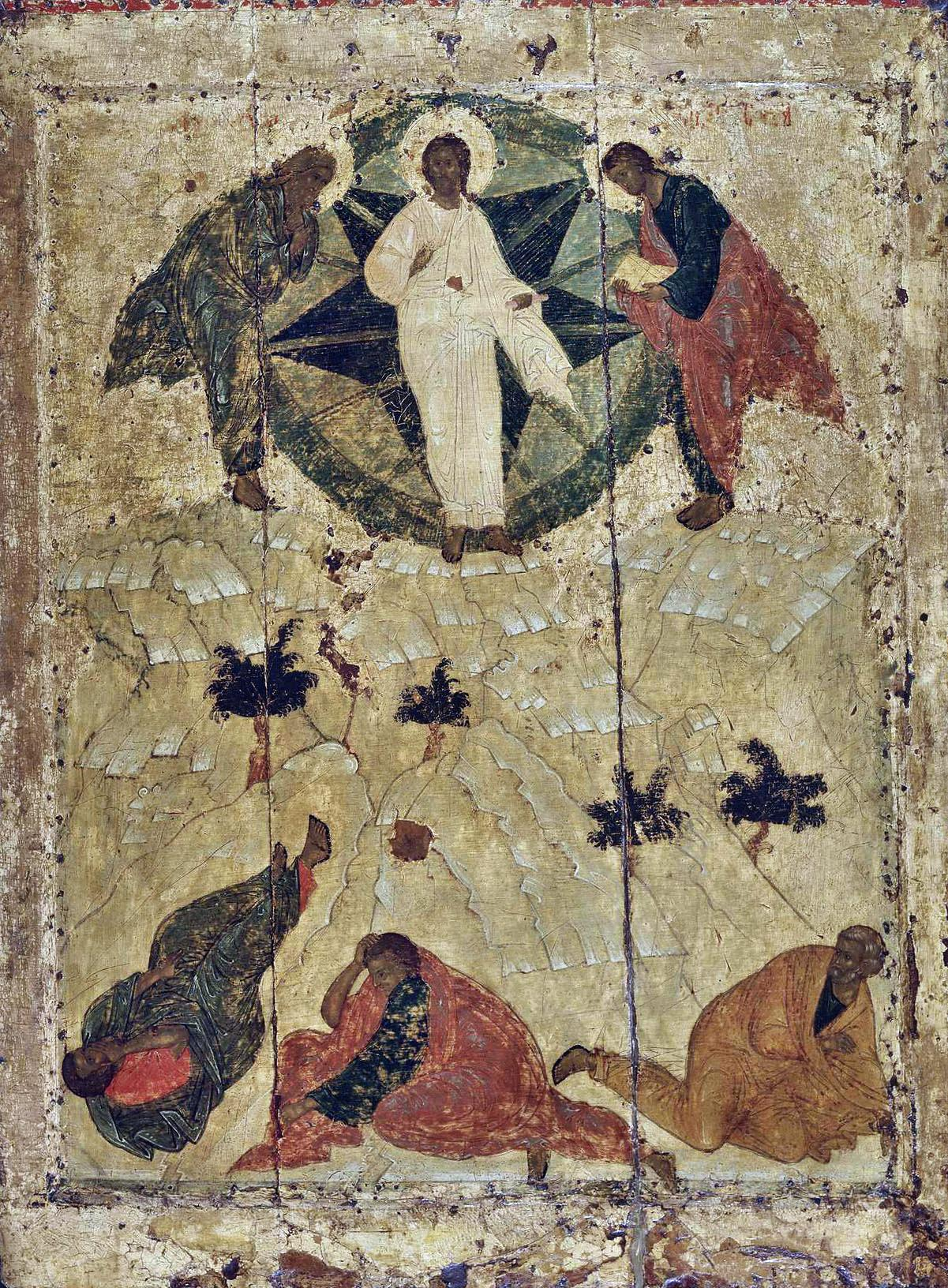
主の顕栄祭のイコン。アンドレイ・ルブリョフによる。

主の顕栄祭（しゅのけんえいさい）とは、イイスス・ハリストス（イエス・キリストの現代ギリシャ語読み）が高い山に使徒三人（ペトロ、ヨハネ、ヤコブ）を伴って登り、旧約の預言者であるモーセとエリヤと語り合いながら白く光り輝く姿を使徒たちに示したと、福音書（マタイによる福音書17章1節 - 9節、マルコによる福音書9章2節 - 8節、ルカによる福音書9章28節 - 36節）に記された出来事を記憶する、正教会の祭り。
正教会の十二大祭の一つである。「顕栄祭」「主の変容祭」「変容祭」とも呼ばれる。日本ハリストス正教会発行の『正教会暦』には「主神我が救世主イイススハリストスの聖なる顕栄祭」と記されている。
この出来事は他教派においても記憶されている。
- ギリシャ語表記例 - Η μεταμόρφωση του Σωτήρος Χριστού
- ロシア語表記例 - Преображение Господне
- 英語表記例 - Transfiguration of Jesus

## 正教会の伝承による概要

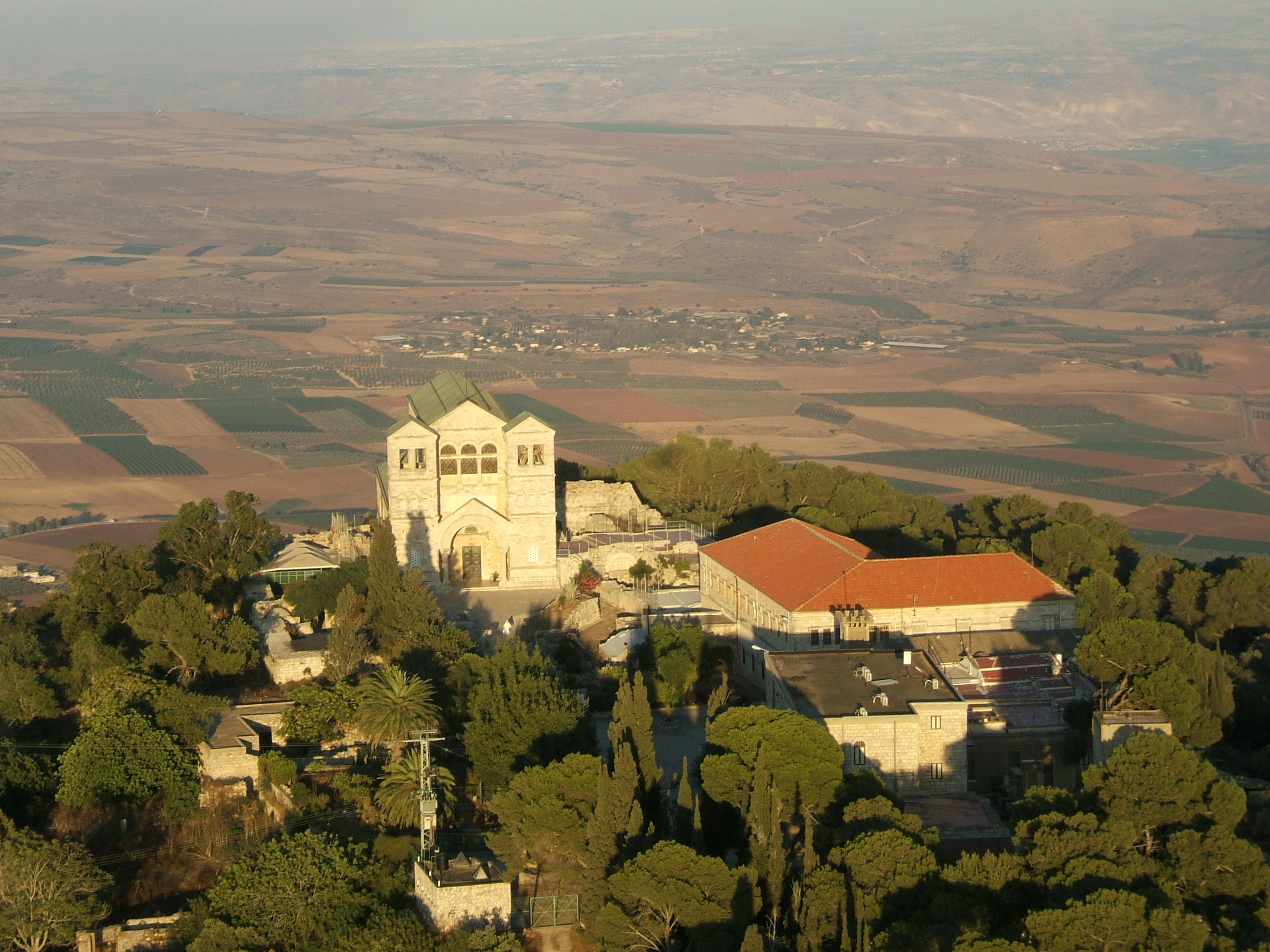
タボル山（ファヴォル山）の現在の姿。

正教会の祭についての説明をする本項では、正教会の伝承に則り説明する。本節以降は、原則として固有名詞の転写も日本正教会で用いられるものに準拠する。
聖書には山の名についての記述は無いが、正教会ではファヴォル山（タボル山）と伝承されている。
福音書に記されている通り、イイスス・ハリストスは使徒である三人、ペトル（ペトロ）、イオアン（ヨハネ）、イアコフ（ヤコブ）を伴って高い山に登り、そこで預言者モイセイ（モーセ）と預言者イリヤと語り合いながら光り輝く姿を、使徒達に示した。イイススと預言者とは、これからイイススがエルサレムで受ける苦難と臨終について語り合っていた。
ペトルはこれを見て驚き、イイススに、イイススと預言者のために庵を3つ建てる事を申し出た。その時輝く雲が現れ、雲の中から声が聞こえた。「これはわたしの愛する子、もっとも喜びとしている子である。かれの話をよく聞きなさい」。使徒たちはこれを聞いて大いに恐れてひれ伏した。主はかれらの体に手を置いて「立ちなさい。恐れる事は無い」と言われた。使徒たちが顔を上げると、普段の姿のイイススがいるだけであった。使徒たちが山を下る時、イイススは「私が死から復活するまで、今見たことを人に話してはならない。」と命じた。

### 意義付け

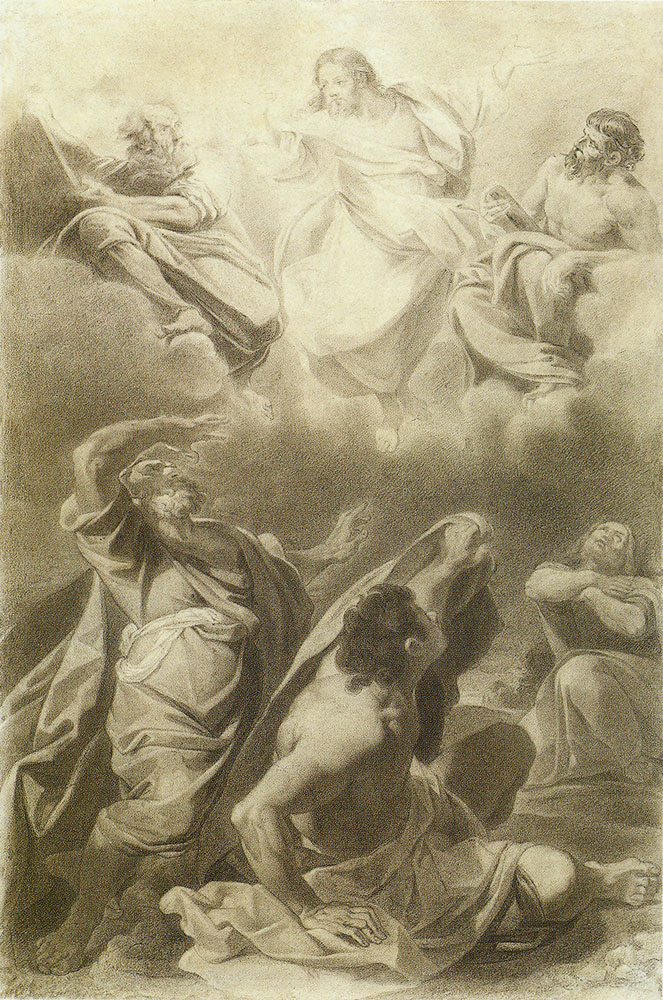
『イイススの変容』
フョードル・イヴァノヴィチ・ヨルダン（1800—1883、ロシア）。イコンではないが、主の顕栄祭に題材をとった絵画である。

一連の出来事は以下のような意義が示されていると教会では教えられている。
- 「神の国」をこの世的なものと考え、イイスス・ハリストスがこの世の王になる事を期待する弟子達に対し、イイススは繰り返し自らの受難と復活を予言した。イイススは受難に先立ち、弟子達の信仰を堅めてこの世への思いを避けさせるために使徒の中の3人に天の光栄を顕された。
- このような光栄を目の当りにしながら疑いと悲しみに沈んだ使徒達の姿は人間の軟弱さを示しているのであり、正教徒は常に神の助けを願い、主が自分達の心を照らすように祈らなければならない事を示している。
- 常に、この世の幸福、立身出世を願うより、天のことを思う者になることを正教徒は目指すべきである。
- 完全な神であり完全な人であったイイススが光り輝いた事は、人間もまた光り輝く可能性がある事を示したものに他ならない。

## 記憶日・記憶する聖堂
顕栄祭は、ユリウス暦を使用する正教会（エルサレム総主教庁、ロシア正教会、グルジア正教会、日本正教会など）では8月19日、修正ユリウス暦を使用する正教会（コンスタンディヌーポリ総主教庁、ギリシャ正教会、ルーマニア正教会など）では8月6日に祝われる。
世界中に顕栄祭を記憶する正教会の聖堂（顕栄聖堂、顕栄大聖堂、変容聖堂）および修道院（顕栄修道院、変容修道院）がある。キジ島にあるものやメテオラにあるものなど、世界遺産となっているものもある。日本にも顕栄祭を記憶する聖堂は複数ある。
ロシア語から転写して「プレオブラジェンスキー大聖堂」などの表記が行われる事もあるが、これはロシア正教会の聖堂の名称に使う事は誤りではないものの、ロシア語名であるため、ロシア正教会以外の聖堂に使う事は不適切である。「プレオブラジェンスキー大聖堂」も日本語に訳せば「顕栄大聖堂」である。
ギリシャ語から転写して「メタモルフォシス修道院」「メタモルフォシス聖堂」などの表記が行われる事もあるが、これはギリシャ正教会・キプロス正教会などのギリシャ系の修道院・聖堂の名称に使う事は誤りではないものの、ギリシャ語名であるため、ギリシャ系正教会以外の聖堂に使う事は不適切である。「メタモルフォシス修道院」も日本語に訳せば「顕栄修道院」もしくは「変容修道院」である。

### ギャラリー

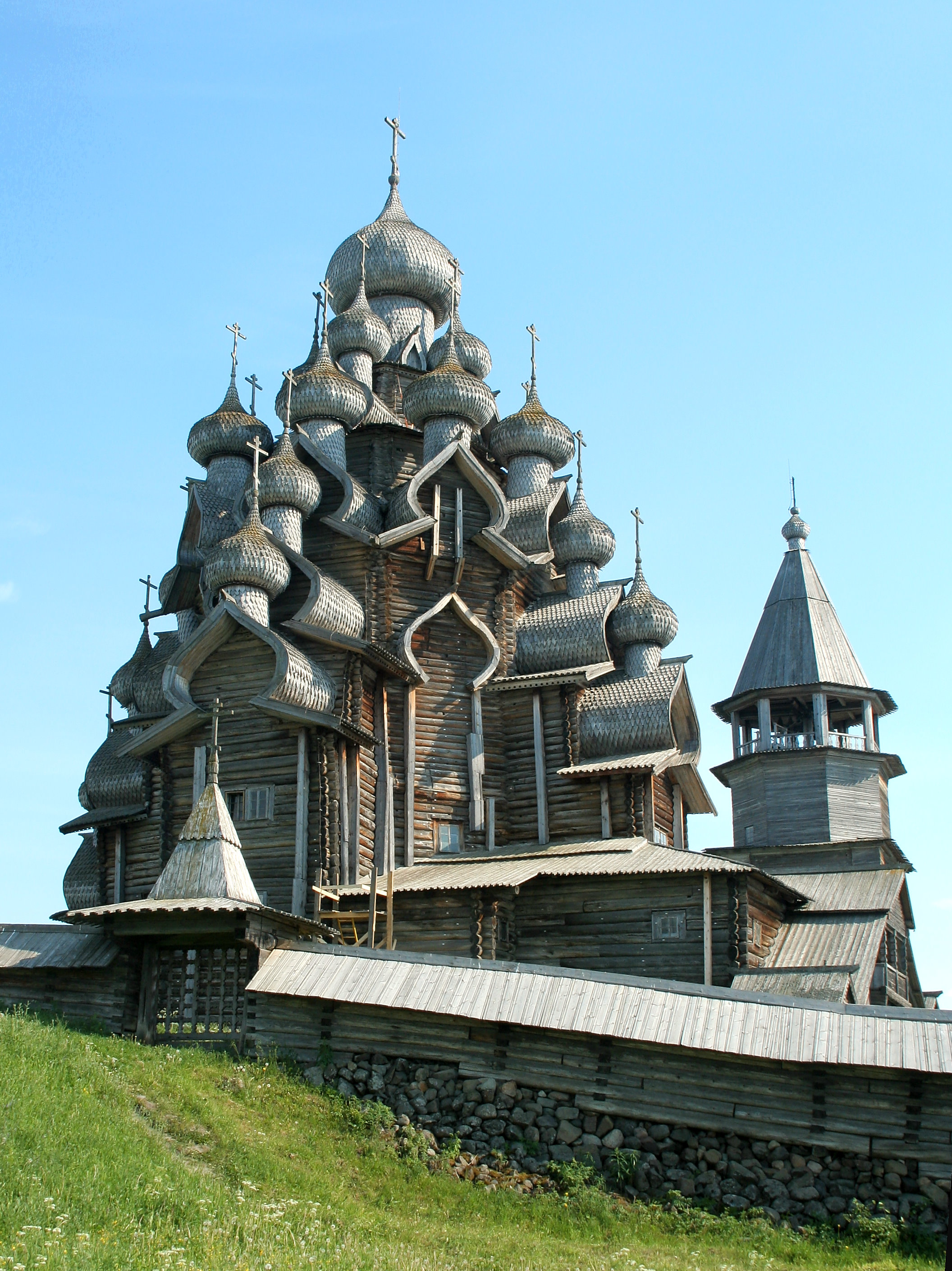
22個のクーポル（玉葱状の屋根）を戴くキジ島の顕栄聖堂。キジ島の木造教会建築群は世界遺産。釘を全く使っていない事で知られる。
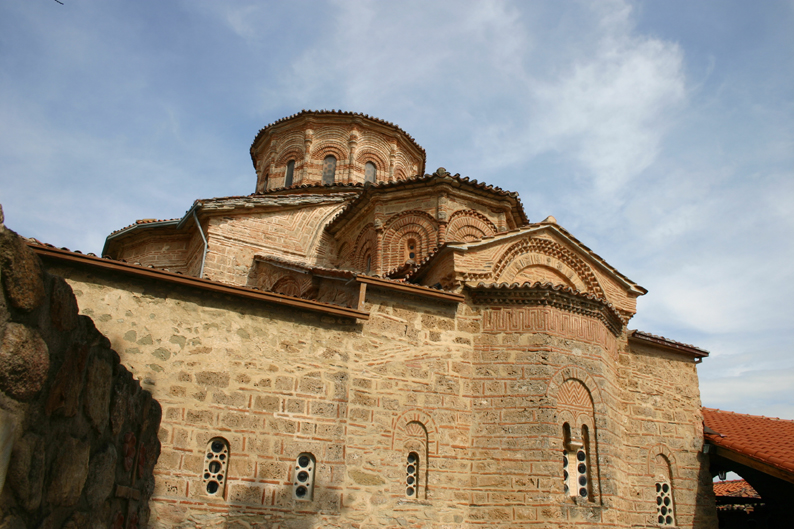
メテオラの変容修道院（メタモルフォシス修道院）、その同名の聖堂（変容聖堂）。メテオラは世界遺産。
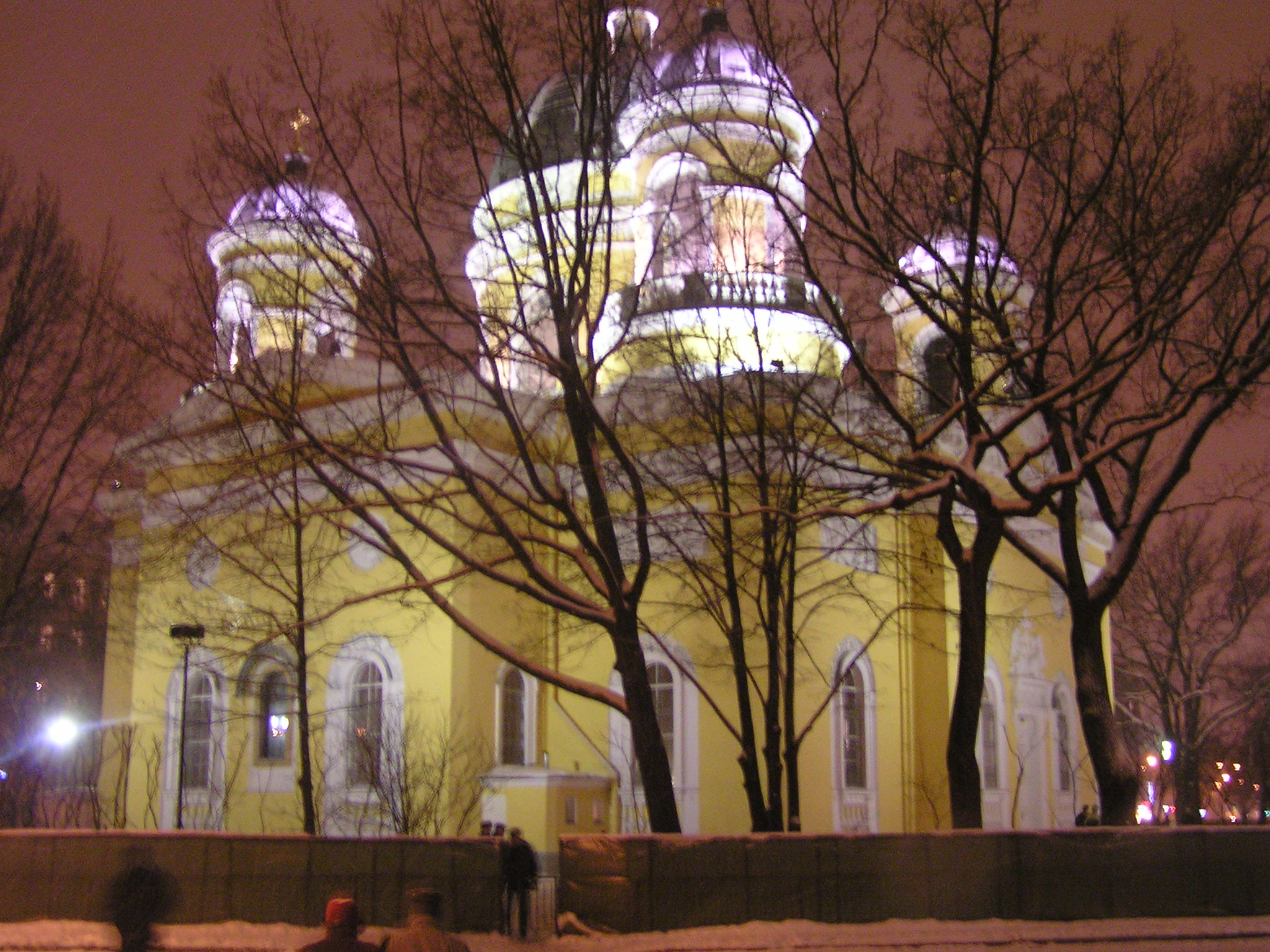
サンクトペテルブルクの救世主顕栄大聖堂
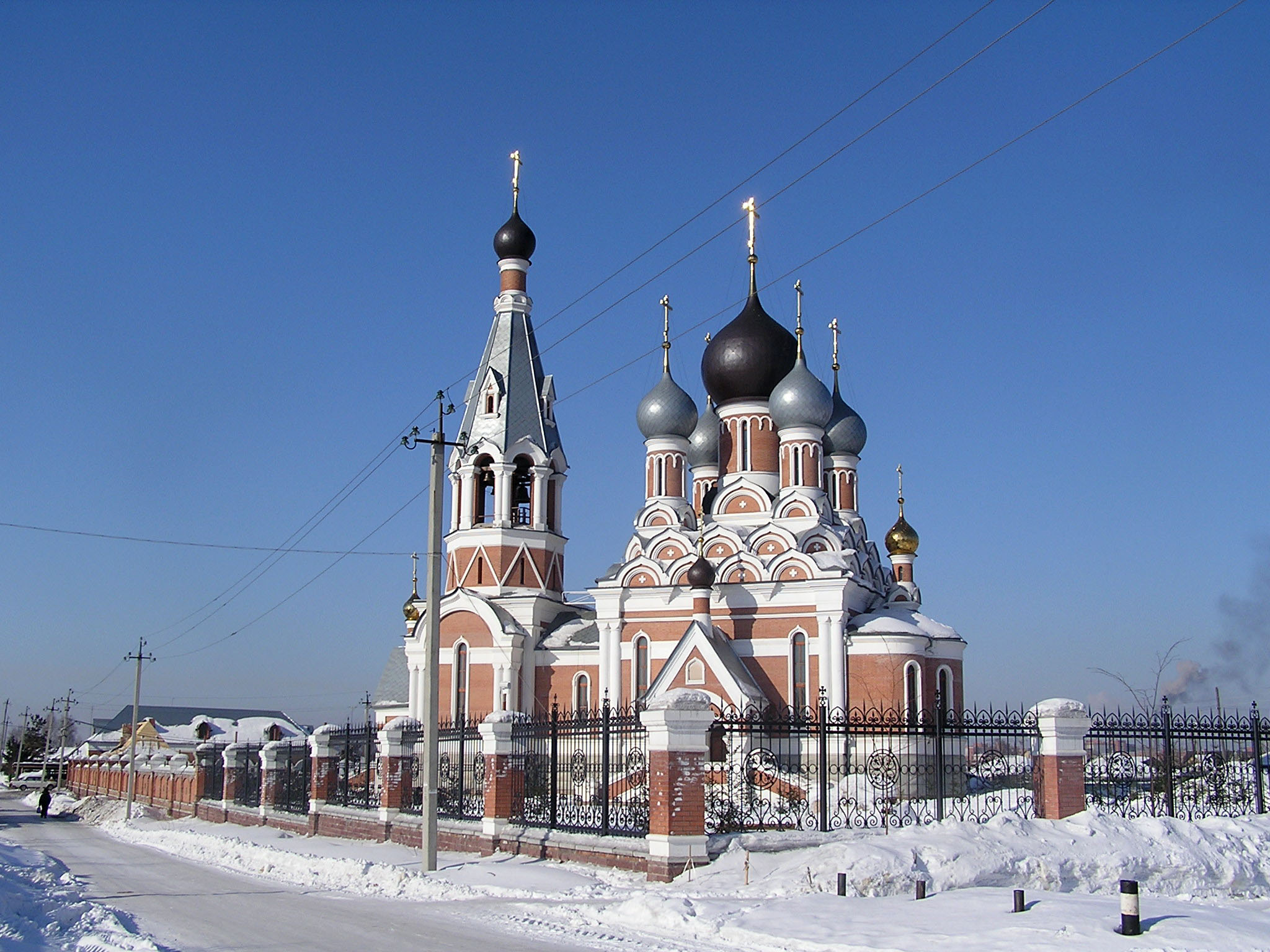
ノヴォクズネツクの救世主顕栄大聖堂

## 果物の初物の成聖

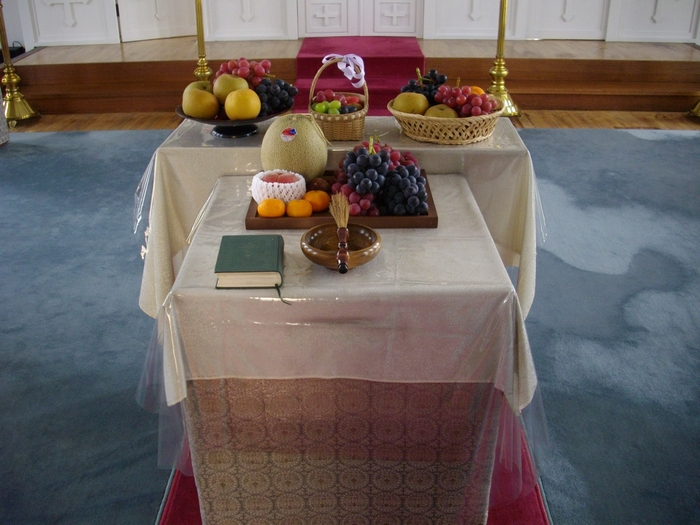
主の顕栄祭での成聖のために用意された果物（日本正教会の聖堂にて）

顕栄祭において、果物の初物が成聖される。これは全てのものはみな、神が作るのであり、感謝してこれを利用すべきである事を忘れないためであるとされる。主に葡萄が持ち寄られるが、葡萄に限定されず、様々な果物が信徒によって聖堂に持ち寄られ、成聖式が行われる。